# 邢亮
邢亮，中國舞蹈家及編舞。

## 概述
邢亮12歲開始學習中國古典舞。1991年，北京舞蹈學院古典舞表演專業系畢業；在廣東實驗現代舞團任舞者時開始接觸現代舞。後到香港加入城市當代舞蹈團，曾為城市當代舞蹈團駐團藝術家，亦與很多不同的香港藝術家合作，包括香港小交響樂團。

## 獎項
- 全國舞蹈院校桃李杯比賽少年組及青年組冠軍
- 第六屆法國巴黎國際舞蹈比賽的「現代舞男子獨舞金獎」（1994年）
- 「全國十優演員」（1996年）
- 廣東省「跨世紀之星」（1997年）
- 第八屆法國巴黎國際舞蹈比賽現代舞金獎（1998年）
- 香港舞蹈聯盟「香港舞蹈年獎」（1999年、2004年、2006年）
- 第一屆意大利國際舞蹈比賽現代舞銀獎 （2001年）
- 第五屆全國舞蹈比賽作品二等獎（2001年）
- 第六届芬兰赫尔辛基国际芭蕾舞比赛银奖（2005年）[3]

## 編舞作品
- 《廢墟》
- 《色盲》
- 《躲》
- 《眼睛》
- 《我們》
- 《獨白》
- 《生活研究》
- 《安魂曲》
- 《眼晴》
- 《春之祭》
- 《來自馬勒的啟示》
- 《365種係定唔係東方主義》
- 《某時》
- 《情男色女－達利vs加拉》
- 《鏡‧花‧圓》
- 《霸王》
- 《尼金斯基》
- 《蘭陵王》
- 《沒有主義》
- 《帝女花》
- 《非常道》
- 《六度》
- 《舞‧雷雨》

## 外部連結
- 小郭有約：現在的邢亮
- 華人青年演藝家系列：邢亮‧現代舞俠 （页面存档备份，存于）
- 《華人青年演藝家系列》: 邢亮 （页面存档备份，存于）
- 邢亮破立之間 （页面存档备份，存于）